# Сельское поселение Заборовка
Сельское поселение Заборовка — муниципальное образование в Сызранском районе Самарской области.
Административный центр — село Заборовка.

## Административное устройство
В состав сельского поселения Заборовка входит 1 населённый пункт:
- село Заборовка.